# Roberto Hilbert
Roberto Jan Hilbert (* 16. Oktober 1984 in Forchheim als Roberto Jan Geisler) ist ein ehemaliger deutscher Fußballspieler und heutiger -trainer.

## Leben
Roberto Hilbert wurde unter dem Namen Geisler – dem Familiennamen seines Vaters – geboren. Er wuchs bei seiner Mutter und den Eltern seines Stiefvaters in Forchheim auf. Hilbert hat zwei Geschwister und aus der zweiten Ehe seines Vaters drei Halbschwestern.
Von 1991 bis 2000 besuchte er die Adalbert-Stifter-Volksschule in Forchheim und schloss diese mit dem Hauptschulabschluss ab.
Im Jahr 2005 heiratete Hilbert seine Partnerin, die er während seiner Ausbildung in Feucht kennengelernt hatte. Inzwischen ist die Ehe geschieden.

## Karriere als Spieler

### Vereine
Hilbert spielte in seiner Jugendzeit für die SpVgg Jahn Forchheim, den 1. FC Nürnberg und die SpVgg Greuther Fürth. Zur Saison 2002/03 wechselte er zum Bayernligisten 1. SC Feucht, bei dem er sich zu einem Leistungsträger entwickelte. Nach seiner ersten Saison mit dem Verein gelang vorzeitig der Aufstieg in die Regionalliga Süd, in der er in der Saison 2003/04 26 Spielen absolvierte und zehn Tore erzielte.
Aufgrund seiner Leistungen holten ihn die Fürther zur Spielzeit 2004/05 zurück in ihr Zweitligateam. Hilbert erzielte in der Saison 2005/06 in 34 Spielen drei Tore und wurde daraufhin von mehreren Bundesligisten umworben.
Zur Saison 2006/07 wechselte er schließlich zum VfB Stuttgart, bei dem er sich auf Anhieb einen Stammplatz erkämpfte und in allen Liga-Spielen eingesetzt wurde. Sein erstes Bundesligator erzielte er für Stuttgart beim 3:2-Auswärtssieg gegen Werder Bremen am 16. September 2006, dem 4. Spieltag jener Saison, nachdem er im selben Spiel noch ein Eigentor erzielt hatte. Hilbert spielte meist im rechten Mittelfeld, half aber auch auf der rechten Verteidigerposition aus. Er gewann in seiner ersten Bundesligasaison mit dem VfB die deutsche Meisterschaft, die sein erster Titelgewinn in seiner Profikarriere war. Er wurde als einziger VfB-Spieler in allen Partien der Meistersaison eingesetzt und belegte mit sieben Toren in der Liga zusammen mit Thomas Hitzlsperger hinter den Stürmern Mario Gómez und Cacau den dritten Platz auf der internen Torschützenliste der Stuttgarter Mannschaft. Darüber hinaus stand er mit dem VfB im Finale des DFB-Pokals, das mit 2:3 n. V. gegen den 1. FC Nürnberg verloren wurde.
Hilbert und der VfB Stuttgart trennten sich nach der Saison 2009/10, nachdem sie sich nicht über eine Vertragsverlängerung hatten einigen können.
Zur Saison 2010/11 wechselte Hilbert ablösefrei zum türkischen Beşiktaş Istanbul. Er unterschrieb für drei Jahre und trug das Trikot mit der Rückennummer 9, später das mit der 13. Sein Debüt gab er am 2. Spieltag am 21. August 2010 bei der 0:2-Niederlage im Heimspiel gegen Istanbul BB; sein erstes Tor erzielte er am 14. Spieltag am 14. November 2010 beim 2:0-Sieg im Auswärtsspiel gegen Gençlerbirliği Ankara mit dem Treffer zum Endstand in der 90. Minute. Am 11. Mai 2011 gewann er in Kayseri mit dem Verein mit 4:3 i. E. gegen Istanbul BB den nationalen Vereinspokal, wobei er seinen Strafstoß nicht verwandeln konnte. In drei Spielzeiten bestritt er 81 Ligaspiele und erzielte fünf Tore.
Am 12. Juli 2013 wurde Hilbert ablösefrei zur Saison 2013/14 von Bayer 04 Leverkusen verpflichtet. Sein erstes Tor für Bayer Leverkusen erzielte er am 20. April 2014 am 31. Spieltag im Auswärtsspiel gegen den 1. FC Nürnberg. Sein Vertrag lief bis Ende Juni 2017 und wurde darüber hinaus nicht verlängert.
Anfang Oktober 2017 schloss sich Hilbert dem Zweitligisten SpVgg Greuther Fürth an. Bis zum Ende der Saison 2017/18 kam er auf 22 Ligaeinsätze, in denen er einen Treffer erzielte. Nachdem Hilbert in der Saison 2018/19 noch zu drei Zweitligaeinsätzen gekommen war, beendete er Anfang Januar 2019 seine Profikarriere. Hilbert begann eine Ausbildung zum Athletiktrainer und gehörte dem Kader der zweiten Mannschaft an, die in der viertklassigen Regionalliga Bayern spielte. Bis zum Saisonende kam er zu zwei Regionalligaeinsätzen, in denen er ein Tor erzielte, und beendete anschließend seine Karriere.

### Nationalmannschaft
Hilbert bestritt zwölf Spiele für die U-21-Nationalmannschaft und erzielte dabei drei Tore. Am 16. März 2007 wurde Hilbert erstmals in die A-Nationalmannschaft berufen, Sein erstes Länderspiel bestritt er am 28. März 2007 in Duisburg bei der 0:1-Niederlage gegen die Auswahl Dänemarks. Seinen achten und letzten Länderspieleinsatz hatte er am 6. Februar 2008 in Wien beim 3:0-Sieg im Test-Länderspiel gegen die Auswahl Österreichs.

## Karriere als Trainer
Zur Saison 2019/20 wurde Hilbert, der parallel ein Studium zum Sporttherapeuten und eine Ausbildung zum Athletiktrainer absolvierte, Co-Trainer von Petr Ruman bei der zweiten Mannschaft der SpVgg Greuther Fürth in der viertklassigen Regionalliga Bayern sowie Athletiktrainer der B2-Junioren (U16) und der C1-Junioren (U15). Nach dem Abgang von Ruman war er ab der Saison 2021/22 bei der zweiten Mannschaft der Assistent von Dominic Rühl.
Zum 1. Januar 2022 übernahm Hilbert, der zuletzt nur noch bei der zweiten Mannschaft als Co-Trainer aktiv war, die A-Junioren (U19) in der A-Junioren-Bundesliga als Cheftrainer.
Ab der Saison 2025/26 wird Hilbert neuer Cheftrainer bei der zweiten Mannschaft der SpVgg Greuther Fürth.

## Erfolge und Auszeichnungen
VfB Stuttgart
- Deutscher Meister 2007
- Bester Spieler „Außenbahn offensiv“ (kicker-Rangliste, Sommer 2007)[10]

Beşiktaş Istanbul
- Türkischer Pokalsieger 2011

## Sonstiges
Seit 2013 engagiert sich Hilbert bei Show Racism the Red Card – Deutschland e. V. und beteiligte sich an der Kampagne „Unsere Elf gegen Rassismus“.